# Törökországi forgalmi rendszámok

Jelenlegi török forgalmi rendszám.

1995-től az általános török forgalmi rendszámok általános formája a következő: Euroband, majd egy karaktersorozat: XY NNNZZ vagy XYY NNZZ.
A tábla bal szélén a vámunióhoz való csatlakozás után – az Európai Unió országaiban megszokott módon, ám csillagok nélkül – kék színű sáv található fehér TR felirattal, ami Törökország nemzetközi gépkocsijelzése. A szabvány tábla mérete 520,5×112,9 mm. 
A török ábécé betűi szerepelhetnek a rendszámokon, kivéve a: Ç, Ş, İ, Ö, Ü, Ğ  és Q, W, X betűket, tehát 20 fajta betű előfordulása lehetséges.

## Történelmi rendszámok

1962 előtti rendszám

### 1962 előtti sorozat
1962 előtt fekete alapon fehér (szürkés) karakteres, 1 betű és 5 szám kombinációja (pl.: A_01·234) alkotta a rendszámot. A rendszám felső részén egy településnév volt látható, ahová az autót bejegyezték.

## Jelenlegi rendszám

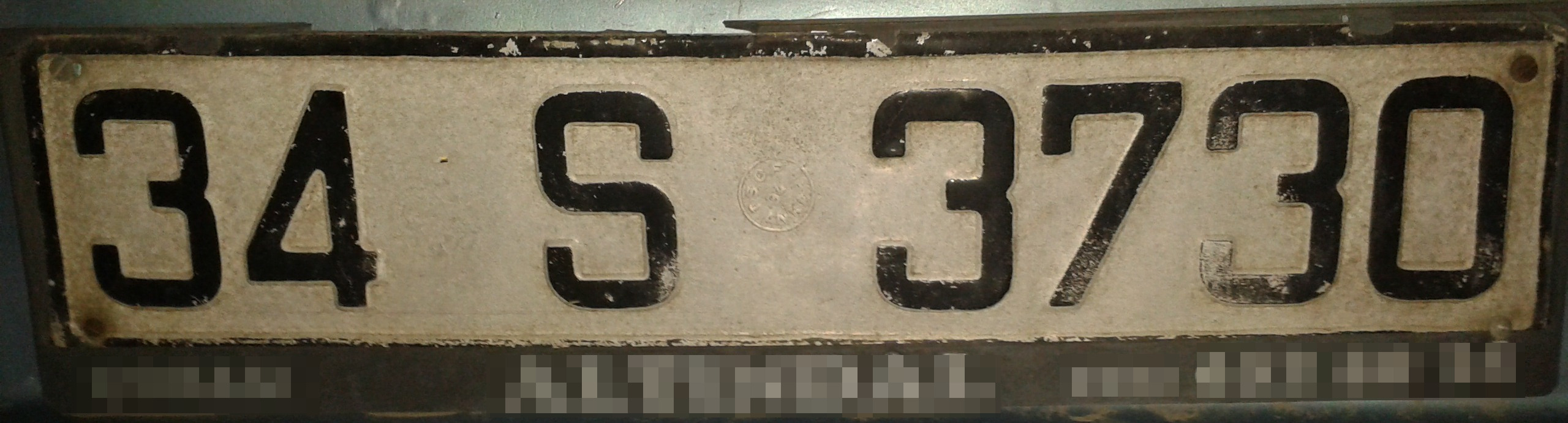
1962-es rendszám
34 = Isztambul

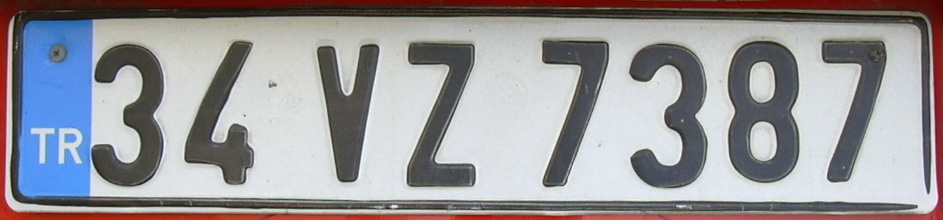
1996-os rendszám

### 1962-es sorozat
Az 1962-ben bevezetett új rendszám szakított az addigi formátummal. Az első két karakter egy számkód, amely megmutatja az adott autóról hogy melyik tartományban van bejegyezve. Ezt követi egy maximum három betűből álló variáció, a rendszám utolsó karakterei pedig számok. Kombinációk lehetnek:
- "01 X 9999"
- "01 X 99999"
- "01 XX 999"
- "01 XX 9999
- "01 XXX 99

### 1996-os sorozat
A tábla bal szélén – az Európai Unió országaiban megszokott módon, ám csillagok nélkül – kék színű sáv található fehér TR felirattal, ami Törökország nemzetközi gépkocsijelzése. A szabvány tábla mérete 520,5×112,9 mm.
A motorkerékpárok rendszáma a sztenderd rendszámokéval megegyező, a méretezése más: 240×150 mm.
Taxis rendszámok esetén a sztenderd rendszámokhoz hasonló a formátum. A kétjegyű területi számkombinációt követően egy fix T látható, ezt betűkombináció követi (pl.: 01 T 2345). Az isztambuli taxik esetében több variáció érvényes. Az isztambuli területkódot (34) követően három karakterű betű- (az első karakter T betű kell legyen), majd három karakterű számkombináció látható a rendszámon (pl.: 34 TAB 123).

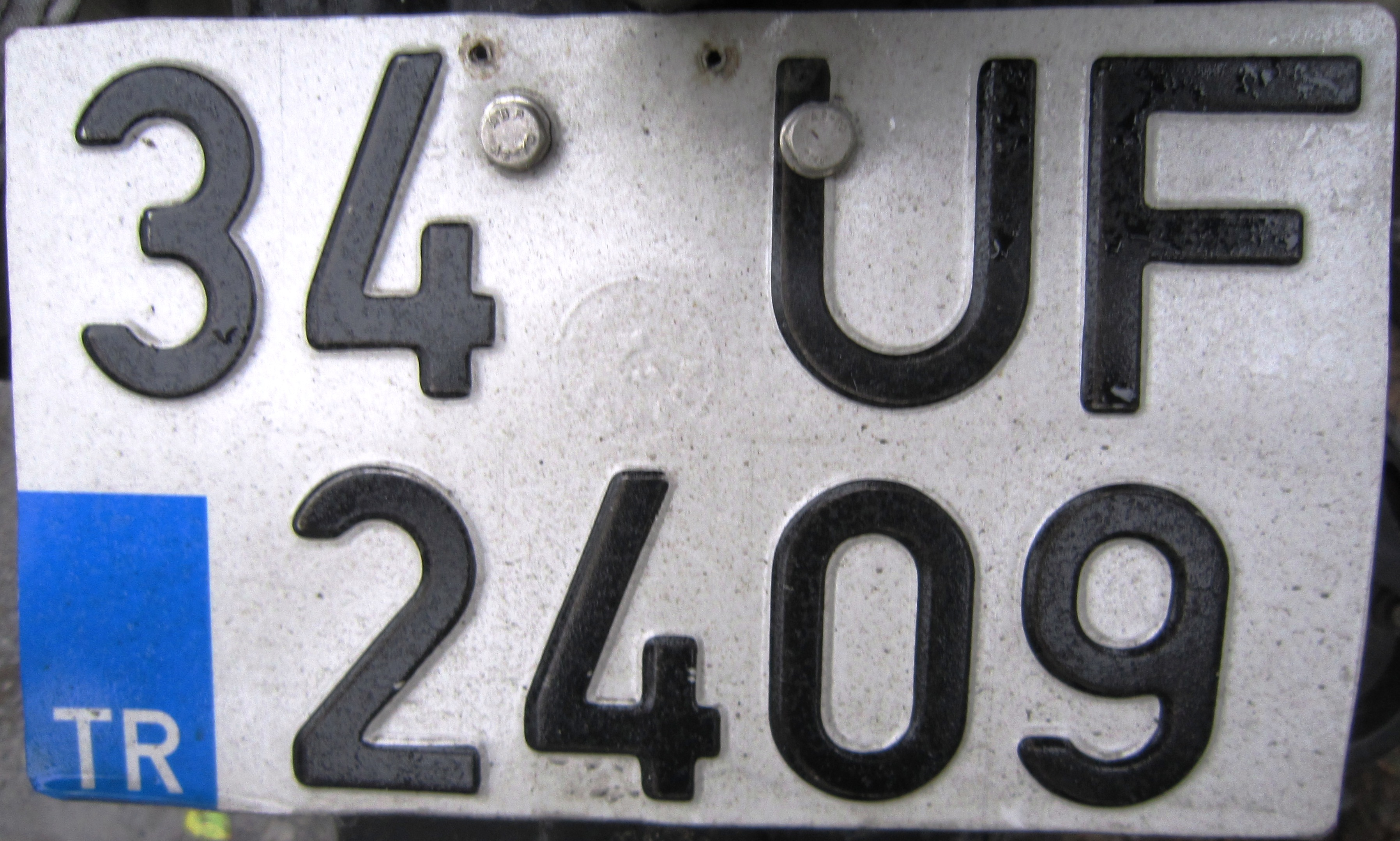
Motorrendszám
Taxis rendszám
Taxis rendszám (Isztambul tartomány)
Személyre szabott rendszám

## Területi számkódok
A sztenderd török rendszámok első karakterei területkódok. A kétjegyű szám mutatja meg hogy melyik tartományba van bejegyezve a gépjármű.

| 01 – Adana 02 – Adıyaman 03 – Afyonkarahisar 04 – Ağrı 05 – Amasya 06 – Ankara 07 – Antalya 08 – Artvin 09 – Aydın 10 – Balıkesir 11 – Bilecik 12 – Bingöl 13 – Bitlis 14 – Bolu | 15 – Burdur 16 – Bursa 17 – Çanakkale 18 – Çankırı 19 – Çorum 20 – Denizli 21 – Diyarbakır 22 – Edirne 23 – Elazığ 24 – Erzincan 25 – Erzurum 26 – Eskişehir 27 – Gaziantep 28 – Giresun | 29 – Gümüşhane 30 – Hakkari 31 – Hatay 32 – Isparta 33 – Mersin 34 – İstanbul 35 – İzmir 36 – Kars 37 – Kastamonu 38 – Kayseri 39 – Kırklareli 40 – Kırşehir 41 – Kocaeli 42 – Konya | 43 – Kütahya 44 – Malatya 45 – Manisa 46 – Kahramanmaraş 47 – Mardin 48 – Muğla 49 – Muş 50 – Nevşehir 51 – Niğde 52 – Ordu 53 – Rize 54 – Sakarya 55 – Samsun 56 – Siirt | 57 – Sinop 58 – Sivas 59 – Tekirdağ (Rodostó) 60 – Tokat 61 – Trabzon 62 – Tunceli 63 – Şanlıurfa 64 – Uşak 65 – Van 66 – Yozgat 67 – Zonguldak 68 – Aksaray 69 – Bayburt 70 – Karaman | 71 – Kırıkkale 72 – Batman 73 – Şırnak 74 – Bartın 75 – Ardahan 76 – Iğdır 77 – Yalova 78 – Karabük 79 – Kilis 80 – Osmaniye 81 – Düzce |

## Speciális formátumok
A normál rendszámok mellett Törökországban is található számos különleges, speciális rendeltetésű rendszám is, melyek a következők:

### Ideiglenes

Ideiglenes rendszám
34 = Isztambul

A jelenleg használt rendszámok lényegében megegyeznek a normál formátumúakkal azzal a különbséggel, hogy a háttér színe sárga, továbbá egy fehér vonal látható benne. A területi kódot követően egy betű- és négy szám karakterből áll a rendszám és 1996 óta a kék sáv is megtalálható a bal oldalon (pl. 01 A 2345). Érvényességi ideje maximuma 1 hónap.

### Export
Akkor használják, ha a jármű véglegesen elhagyja az országot.
A jelenleg használt rendszámok lényegében megegyeznek a normál formátumúakkal azzal a különbséggel, hogy a háttér színe zöld, valamint fix GMR kód található benne, melyet egy háromjegyű számsor követ (pl.: 01 GMR 234).

### Nemzetközi szervezetek

Nemzetközi szervezetek rendszáma

Ezek a rendszámok lényegében megegyeznek a normál formátumúakkal azzal a különbséggel, hogy a karakterek színe kék, valamint betűkombinációkban csak B betű szerepel (pl.: 01 B 2345), 1996 óta a kék sáv is megtalálható a bal oldalon.

### Külföldi állampolgárok

Külföldi állampolgárok rendszáma

A jelenleg használt rendszámok lényegében megegyeznek a normál formátumúakkal azzal a különbséggel, hogy a rendszámok betűkombinációja két betű és mindig M-el kezdődik, majd három szám kombinációja látható (pl. 01 MA 234).
Szíriai állampolgárok ideiglenes rendszáma
A rendszám három darab betűkarakterből, és három számból áll össze, ahol az első betűnek S-nek kell lennie (pl. 01 SAB 234).

### Rendőrségi

Rendőrségi rendszám
16 = Bursa

A jelenleg használt rendszámok lényegében megegyeznek a normál formátumúakkal azzal a különbséggel, hogy a háttér színe kék, valamint a betűkombinációkban csak A betű szerepel (pl.: 01 A 2345 vagy 01 AAA 234). Az Euroband a rendőrségi rendszámoknál opcionális jellegű.

#### Csendőrségi
Hasonlóan a rendőrökéhez a háttér színe kék, viszont a betűkombinációt tekintve fix JAA (Jandarma) betűkből áll.

### Katonai
A járművek rendszáma inverz színű, azaz fekete alapon fehér karakterekkel írt, 6 darab számkombináció. Mérete: változóak, de általában jóval kisebb az autós rendszámokénál. Az első számjegy mutatja meg, hogy mely hadosztályt képviseli a jármű, pl.: 123456. A csendőrség (Jandarma) esetében a második és harmadik szám a sztenderd rendszámokéhoz hasonlóan megmutatja, melyik tartományból származik a jármű.
A sorozatszám első számjegye a hadosztályt jelöli, melyek a következők:
- 0 – Vezérkar
- 1 – 1. hadsereg (Isztambul)
- 2 – 2. hadsereg (Malatya)
- 3 – 3. hadsereg (Erzincan)
- 4 – Égei hadtest (Izmir)
- 5 – Haditengerészet
- 6 – Légierő
- 7 – Csendőrség

### Kormányzati

Elnöki rendszám

Kormányhivatali, rektori rendszám
06 = Ankara

Közigazgatási cégek rendszáma

Több fajtájú kormányzati rendszám van hivatalban az országban, melyek a következőek lehetnek:
- Elnöki rendszám – A rendszámnak nincs száma, a Török elnöki pecsét látható rajta. Az elnöki konvoj esetében vörös alapon, arany színű karakterek láthatóak. Fix CB (Cumhurbaşkanı – elnök) betűvel kezdődnek, majd két szám és egy betű következik, pl. CB 01A.
- Alelnöki és parlamenti bizottságok elnökei – Vörös alapon, arany karakterekkel írt, fix TBMM (Türkiye Büyük Millet Meclisi – Török Nagy Nemzetgyűlés) betűvel kezdődnek, majd három karakterű számsor, pl. TBMM 012.
- Miniszterelnöknek, kabinet tagjainak, a hadsereg legfelsőbb parancsnokának és az általános személyzet vezetőinek rendszáma – Vörös alapon, arany karakterekkel írt, 4 jegyű számsor, pl. 0123.
- Tartományi kormányzók rendszáma – Vörös alapon, arany karakterekkel írt. Az első két karakter a török számkódoknak megfelelő. Ez mutatja meg, melyik tartományhoz köthető a jármű, pl. 01 2345.
- Tartományi kormányhivatali, rektori rendszám – Ezek a rendszámok lényegében megegyeznek a normál formátumúakkal azzal a különbséggel, hogy a karakterek színe vörös, továbbá két darab A betű, majd egy három karakteres számsor követi, pl. 01 AA 234.
- Közigazgatási cégek rendszámai – Lényegében ugyancsak megegyeznek a normál formátumúakkal azzal a különbséggel, hogy a háttér fekete, továbbá két darab betű-, majd egy három karakteres számsor következik, pl. 01 AB 234.

### Diplomáciai

Diplomáciai testületek rendszáma

Konzulátusi rendszám

Két féle típusa létezik. A diplomáciai testület tagjainak rendszáma a sztenderd rendszámokéhoz hasonló, csak zöld karakterekkel írt, területjelölő számsor – fix CD – maximum három szám, fekete kerettel, kék sávval a rendszám jobb oldalán. A konzulátusi rendszám zöld háttérrel rendelkezik, amelyet területjelölő számsor – fix CC – és maximum négy szám követ, kék sáv nélkül.
A diplomáciai kód a következő lehet:
- CD – Diplomáciai testület tagja (Corps Diplomatique)
- CC – Konzulátusi

## Külső hivatkozások
- Török rendszámok a Plates.Gaja.hu-n
- Török rendszámok a PlatesMania.com-on
- Török rendszámok a License Plates of the World oldalon
- Török rendszámok a PlatesPortalon